# Olympische Winterspiele 2006/Snowboard
Bei den XX. Olympischen Winterspielen 2006 in Turin fanden sechs Wettbewerbe im Snowboarden statt. Neu in das Programm aufgenommen wurde die Disziplin Snowboardcross.
Austragungsort sämtlicher Wettkämpfe war die Wintersportstation Melezet, drei Kilometer von Bardonecchia und 90 Kilometer von Turin entfernt. Parallel-Riesenslalom und Snowboardcross fanden auf der Piste 23 statt, die Halfpipe-Wettbewerbe auf der Piste Melezet Halfpipe. Die Kapazität der Zuschaueranlagen im Zielraum betrug 7500.

## Bilanz

### Medaillenspiegel
| Platz | Land               | Gold | Silber | Bronze | Gesamt |
| ----- | ------------------ | ---- | ------ | ------ | ------ |
| 1     | Vereinigte Staaten | 3    | 3      | 1      | 7      |
| 2     | Schweiz            | 3    | 1      | –      | 4      |
| 3     | Deutschland        | –    | 1      | –      | 1      |
| 3     | Slowakei           | –    | 1      | –      | 1      |
| 5     | Finnland           | –    | –      | 1      | 1      |
| 5     | Frankreich         | –    | –      | 1      | 1      |
| 5     | Kanada             | –    | –      | 1      | 1      |
| 5     | Norwegen           | –    | –      | 1      | 1      |
| 5     | Österreich         | –    | –      | 1      | 1      |

### Medaillengewinner
| Konkurrenz     | Gold           | Silber         | Bronze               |
| -------------- | -------------- | -------------- | -------------------- |
| Parallel-RS    | Philipp Schoch | Simon Schoch   | Siegfried Grabner    |
| Halfpipe       | Shaun White    | Danny Kass     | Markku Koski         |
| Snowboardcross | Seth Wescott   | Radoslav Židek | Paul-Henri de Le Rue |

| Konkurrenz     | Gold          | Silber             | Bronze            |
| -------------- | ------------- | ------------------ | ----------------- |
| Parallel-RS    | Daniela Meuli | Amelie Kober       | Rosey Fletcher    |
| Halfpipe       | Hannah Teter  | Gretchen Bleiler   | Kjersti Buaas     |
| Snowboardcross | Tanja Frieden | Lindsey Jacobellis | Dominique Maltais |

## Ergebnisse Männer

### Parallel-Riesenslalom
| Platz | Land | Sportler           |
| ----- | ---- | ------------------ |
| 1     | SUI  | Philipp Schoch     |
| 2     | SUI  | Simon Schoch       |
| 3     | AUT  | Siegfried Grabner  |
| 4     | FRA  | Mathieu Bozzetto   |
| 5     | SUI  | Heinz Inniger      |
| 6     | SLO  | Dejan Košir        |
| 7     | SLO  | Rok Flander        |
| 8     | SUI  | Gilles Jaquet      |
| 9     | AUT  | Andreas Prommegger |
| 10    | FRA  | Nicolas Huet       |
|       |      |                    |
| 14    | AUT  | Harald Walder      |
| 17    | GER  | Markus Ebner       |
| 19    | GER  | Patrick Bussler    |
| 30    | AUT  | Alexander Maier    |

Datum: 22. Februar 2006, 10:00 Uhr (Qualifikation), 14:15 Uhr (Finale)
Strecke: Slope 23

Start: 1530 m, Ziel: 1367 m, Höhenunterschied 163 m, Länge: 600 m

Kurssetzer Christian Rufer (SUI), 24 Tore
31 Teilnehmer, davon 30 in der Wertung.

### Halfpipe
| Platz | Land | Sportler              | Punkte |
| ----- | ---- | --------------------- | ------ |
| 1     | USA  | Shaun White           | 46,80  |
| 2     | USA  | Danny Kass            | 44,00  |
| 3     | FIN  | Markku Koski          | 41,50  |
| 4     | USA  | Mason Aguirre         | 40,30  |
| 5     | FIN  | Antti Autti           | 39,10  |
| 6     | FRA  | Gary Zebrowski        | 38,60  |
| 7     | SUI  | Markus Keller         | 38,50  |
| 8     | GER  | Christophe Schmidt    | 37,50  |
| 9     | GER  | Vinzenz Lüps          | 36,80  |
| 10    | FIN  | Risto Mattila         | 35,80  |
|       |      |                       |        |
| 15    | GER  | Jan Michaelis         | 36,30  |
| 19    | SUI  | Gian Simmen           | 33,80  |
| 24    | SUI  | Frederik Kalbermatten | 30,80  |
| 34    | GER  | Xaver Hoffmann        | 18,70  |
| 39    | SUI  | Therry Brunner        | 09,20  |

Datum: 12. Februar 2006, 10:00 Uhr (Qualifikation), 14:00 Uhr (Finale)
Anlage: Melezet Halfpipe

Neigung: 16°, Länge: 145 m, Breite: 18 m, innere Wandhöhe: 5,7 m
44 Teilnehmer, alle in der Wertung.

### Snowboardcross
| Platz | Land | Sportler              |
| ----- | ---- | --------------------- |
| 1     | USA  | Seth Wescott          |
| 2     | SVK  | Radoslav Židek        |
| 3     | FRA  | Paul-Henri de Le Rue  |
| 4     | ESP  | Jordi Font            |
| 5     | CAN  | Jasey-Jay Anderson    |
| 6     | USA  | Jason Smith           |
| 7     | AUS  | Damon Hayler          |
| 8     | AUT  | Dieter Krassnig       |
| 9     | CHE  | Marco Huser           |
| 10    | CAN  | François Boivin       |
|       |      |                       |
| 15    | AUT  | Hans-Jörg Unterrainer |
| 19    | AUT  | Lukas Grüner          |
| 25    | SUI  | Ueli Kestenholz       |
| 27    | GER  | Michael Layer         |
| 30    | AUT  | Mario Fuchs           |
| 32    | GER  | David Speiser         |
| 36    | GER  | Alexander Kupprion    |

Datum: 16. Februar 2006, 10:00 Uhr (Qualifikation), 15:00 Uhr (Finale)
Strecke: Slope 23, Start: 1580 m, Ziel: 1367 m, Höhenunterschied: 213 m, Elemente: 38
36 Teilnehmer, alle in der Wertung.

## Ergebnisse Frauen

### Parallel-Riesenslalom
| Platz | Land | Sportlerin              |
| ----- | ---- | ----------------------- |
| 1     | SUI  | Daniela Meuli           |
| 2     | GER  | Amelie Kober            |
| 3     | USA  | Rosey Fletcher          |
| 4     | AUT  | Doris Günther           |
| 5     | RUS  | Jekaterina Tudegeschewa |
| 6     | FRA  | Julie Pomagalski        |
| 7     | SUI  | Ursula Bruhin           |
| 8     | RUS  | Swetlana Boldykowa      |
| 9     | JPN  | Tomoka Takeuchi         |
| 10    | AUT  | Heidi Krings            |
| 11    | AUT  | Doresia Krings          |
|       |      |                         |
| 28    | AUT  | Manuela Riegler         |

Datum: 23. Februar 2006, 10:00 (Qualifikation), 14:00 Uhr (Finale)
Strecke: Slope 23

Start: 1530 m, Ziel: 1367 m, Höhenunterschied 163 m, Länge: 600 m

Kurssetzer Anders Wiggerud (SWE), 24 Tore
31 Teilnehmerinnen, alle in der Wertung.

### Halfpipe
| Platz | Land | Sportlerin       | Punkte |
| ----- | ---- | ---------------- | ------ |
| 1     | USA  | Hannah Teter     | 46,40  |
| 2     | USA  | Gretchen Bleiler | 43,40  |
| 3     | NOR  | Kjersti Buaas    | 42,00  |
| 4     | USA  | Kelly Clark      | 41,10  |
| 5     | AUS  | Torah Bright     | 41,00  |
| 6     | USA  | Elena Hight      | 37,80  |
| 7     | SUI  | Manuela Pesko    | 35,90  |
| 8     | FRA  | Doriane Vidal    | 35,70  |
| 9     | JPN  | Shiho Nakashima  | 33,10  |
| 10    | JPN  | Sōko Yamaoka     | 32,70  |

Datum: 13. Februar 2006, 10:00 Uhr (Qualifikation), 14:00 Uhr (Finale)
Anlage: Melezet Halfpipe

Neigung: 16°, Länge: 145 m, Breite: 18 m, innere Wandhöhe: 5,7 m
34 Teilnehmerinnen, alle in der Wertung.

### Snowboardcross
| Platz | Land | Sportlerin           |
| ----- | ---- | -------------------- |
| 1     | SUI  | Tanja Frieden        |
| 2     | USA  | Lindsey Jacobellis   |
| 3     | CAN  | Dominique Maltais    |
| 4     | CAN  | Maëlle Ricker        |
| 5     | SUI  | Mellie Francon       |
| 6     | SWE  | Maria Danielsson     |
| 7     | JPN  | Yuka Fujimori        |
| 8     | FRA  | Marie Laissus        |
| 9     | BRA  | Isabel Clark Ribeiro |
| 10    | FRA  | Déborah Anthonioz    |
| 11    | SUI  | Olivia Nobs          |
| 12    | GER  | Katharina Himmler    |
| 13    | AUT  | Doresia Krings       |
| 14    | AUT  | Doris Günther        |

Datum: 17. Februar 2006, 10:00 Uhr (Qualifikation), 14:40 Uhr (Finale)
Strecke: Slope 23, Start: 1580 m, Ziel: 1367 m, Höhenunterschied: 213 m, Elemente: 38
23 Teilnehmerinnen, alle in der Wertung.